# 吉田川 (関市)
吉田川（きったがわ）は、木曽川水系の一級河川。岐阜県関市を流れる。津保川・長良川を経て伊勢湾に至る木曽川の3次支川。

## 地理
岐阜県関市黒屋の中池（人工池）とその周辺が水源。関市街地を南西に流れる。国道418号および長良川鉄道越美南線を越え、梅竜寺山の南を流れる。国道248号を越え、稲口橋付近（関市神明町）で長良川支流の津保川に合流する。途中、吉田川と同じ津保川支流の関川の一部を関市仲町付近で合流する。
桜の名所として有名。約1.5kmに渡って桜が両岸に植えられており、春にはぼんぼりが飾られ、夜桜見物もできる。吉田川の桜は飛騨・美濃さくら三十三選に選ばれている。

## 付近
- 中池公園
- 関市民球場